# Sistema quinari
El sistema de numeració quinari és el sistema de numeració que utilitza la base cinc.
L'origen d'aquesta manera de comptar és antropomòrfic. La base 5 era usual entre els pobles que van aprendre a comptar amb una sola mà i a prolongar la sèrie dels nombres utilitzant l'altra com una referència.
Per a representar qualsevol nombre en el sistema quinari, s'empren els dígits del 0 al 4. En acord amb aquest mètode, el nombre cinc s'escriu 10, el nombre vint-i-cinc 100 i el seixanta s'escriu 220.
Durant el segle xx, només algunes tribus de l'est d'Àfrica seguien emprant el sistema amb base cinc. Tanmateix, el sistema amb base deu (decimal) ha perdurat a la majoria dels territoris i aquestes tribus, igual que totes les altres cultures que utilitzaven el sistema quinari, s'han passat al decimal.